# Live (album Burning Speara)
Live – pierwszy album koncertowy Burning Speara, jamajskiego wykonawcy muzyki reggae.
Płyta została wydana w grudniu 1977 roku przez brytyjską wytwórnię Island Records, a także przez jej oddział Mango Records. Znalazło się na niej nagranie z październikowego koncertu muzyka w londyńskim Rainbow Theatre. Podczas występu Spearowi akompaniowali instrumentaliści brytyjskiego zespołu Aswad, wspierani przez Bobby'ego Ellisa. Produkcją krążka zajął się Denise Mills.
W roku 1991 nakładem Mango ukazała się reedycja albumu na płycie CD.

## Lista utworów

### Strona A
| 1. | "Marcus Garvey" | 4:40  |
|    |                 |       |
| 2. | "Slavery Days"  | 4:19  |
|    |                 |       |
| 3. | "Black Soul"    | 5:36  |
|    |                 |       |
|    |                 | 14:35 |
|    |                 |       |

### Strona B
| 1. | "Lion"                 | 6:05  |
|    |                        |       |
| 2. | "Old Marcus"           | 4:53  |
|    |                        |       |
| 3. | "Man In The Hills"     | 4:54  |
|    |                        |       |
| 4. | "Throw Down Your Arms" | 3:16  |
|    |                        |       |
|    |                        | 19:08 |
|    |                        |       |

## Muzycy
- Donald Griffiths - gitara
- Brinsley "Dan" Forde - gitara rytmiczna
- George "Levi" Oban - gitara basowa
- Angus "Drummie" Gaye - perkusja
- Courtney Hemmings - keyboard
- Phillip Fullwood - kongi
- George Lee - saksofon
- Bobby Ellis - trąbka